# Dermatocarpon americanum
Dermatocarpon americanum är en lavart som beskrevs av Vain. Dermatocarpon americanum ingår i släktet Dermatocarpon och familjen Verrucariaceae.   Inga underarter finns listade i Catalogue of Life.